# Eric Black
Eric Black (Bellshill, 1º ottobre 1963) è un ex calciatore e allenatore di calcio scozzese, di ruolo attaccante.

## Palmarès

### Competizioni nazionali
- Campionato scozzese: 2

Aberdeen: 1983-1984, 1984-1985
- Coppa di Scozia: 4

Aberdeen: 1981-1982, 1982-1983, 1983-1984, 1985-1986
- Coppa di Lega scozzese: 1

Aberdeen: 1985-1986
- Coppa di Francia: 1

Metz: 1987-1988
- Coppa di Lega francese: 1

Metz: 1986

### Competizioni internazionali
- Coppa delle Coppe: 1

Aberdeen: 1982-1983
- Supercoppa UEFA: 1

Aberdeen: 1983

### Competizioni regionali
- Aberdeenshire Cup: 3

Aberdeen: 1980-1981, 1981-1982, 1982-1983